# David Bramwell
David Bramwell (Liverpool, Reino Unido, 25 de noviembre de 1942 - Las Palmas de Gran Canaria, 20 de enero de 2022) fue un botánico, explorador, y profesor británico.

## Biografía
Estudió Botánica en la Universidad de Liverpool. En 1978 fue nombrado Catedrático de Botánica de la Universidad Nacional de Irlanda, puesto al que renunció en 1979.
Llegó a Canarias a principios de los años 1970 para hacerse cargo de la dirección del Jardín Botánico Canario Viera y Clavijo, situado en la isla de Gran Canaria, uno de los jardines botánicos más importantes del mundo y el más importante en flora macaronésica y que dirigió entre 1974 y noviembre de 2012.
Falleció el 20 de enero de 2022 en Las Palmas de Gran Canaria.

## Algunas publicaciones
- 1974. Los bosques de Canarias, su historia y desarrollo. ISSN 0211-450X, N.º 35 : 13-27

### Libros
- d. Bramwell, i. Zoë. 2001. Flores silvestres de las Islas Canarias. 4ª ed. de Rueda, 437 pp. ISBN 8472071286
- –. 1995. Subtropical Gardens. Ed. Rueda. 330 pp. ISBN 84-7207-086-7
- d. Bramwell. 1990. Plantas medicinales de las Islas Canarias. Ed. Rueda. ISBN 84-7207-171-5
- –, j.m. López. 1989 .La Gomera. Historia natural de las Islas Canarias (Vol. 1). Ed. Rueda. ISBN 84-7207-114-6
- –, i. Zoë. 1988. Flora de las Islas Canarias: guía de bolsillo. Ed. Rueda. ISBN 84-7207-102-2
- d. Bramwell, i. Zoë. 1987. Historia natural de las Islas Canarias: guía básica. Ed. Rueda. 392 pp. ISBN 84-7207-048-4
- –. 1986. Flores silvestres de las Islas Canarias, 3ª ED. Ed. Rueda. 392 pp. ISBN 84-7207-062-X
- –. 1985. Jardines de Canarias. Ed. Rueda. 332 pp. ISBN 84-7207-083-2
- –. 1984. Jardines subtropicales. Ed. Rueda. ISBN 84-7207-085-9
- –. 1983. Flores silvestres de las Islas Canarias. 2ª ed. de Stanley Thornes Ltd. & Cabildo Insular de G. Canaria, 284 pp.

## Honores

### Premios
- Premio a la "Conservación Excelente del Instituto de Investigación Botánica de Texas, en Estados Unidos.[2]
- Hijo Adoptivo de la isla de Gran Canaria (2005).[3]
- Premio Canarias (2013).[4]
- Premio César Manrique de Medio Ambiente del Gobierno de Canarias.[2]
- Medalla Sir Peter Scott de la Unión Internacional para la Conservación de la Naturaleza (UICN).[2]
- Orden del Imperio Británico.[2]
- Pino Canario de Plata de Artenara.[2]
- Medalla de Oro ‘Henry Shaw’ del Missouri Botanical Garden.[2]

### Eponimia
- (Crassulaceae) Aeonium davidbramwellii H.Y.Liu[5]
- La abreviatura «Bramwell» se emplea para indicar a David Bramwell como autoridad en la descripción y clasificación científica de los vegetales.[6]